# The Second Chance – Wie du mir, so ich dir
The Second Chance – Wie du mir, so ich dir  ist ein US-amerikanischer Fernsehfilm von Douglas Barr aus dem Jahr 2003. Er hatte am 22. Juni 2003 auf dem Kabelsender ABC Family Premiere.

## Handlung
In der Highschool war Melissa, genannt Mel, unsterblich in den beliebtesten Jungen, Drew Hesler, verliebt. Doch dieser blamierte sie vor der gesamten Schule und brach ihr damit das Herz. Als Mel nun als PR-Beraterin für ein neues Restaurant arbeiten soll, stößt sie ausgerechnet auf Drew, der sie nicht zu erkennen scheint. Ihre beste Freundin Gabby hält die Zeit für gekommen, um Rache zu üben. Mel soll mit ihm flirten und ihn dann eiskalt abservieren.
Drew wünscht tatsächlich nach einigen geschäftlichen Treffen eine private Verabredung mit ihr. Mel sieht sich am Ziel. Allerdings fühlt sie nun allmählich wieder die Zuneigung von damals aufkeimen. Auch Drews Exfreundin Cara zeigt wieder Interesse an ihm und unternimmt alles, um seine neue Flamme zu vergraulen. Caras Hartnäckigkeit lässt Melissa kapitulieren. Sie übergibt das PR-Projekt an eine Kollegin. Drew gibt sich alle Mühe, Mel zurückzugewinnen. Von der intriganten Cara weiß er inzwischen auch, wer Mel wirklich ist und bereut seine 11 Jahre zurückliegende Schandtat aus tiefstem Herzen. Mel ist von seinem edelmütigen Wesen angetan und gibt ihm eine zweite Chance. Auf der Eröffnungsparty von Drews Lokal versöhnen sich Mel und Drew.

## Hintergrund
Der Film wurde in den kanadischen Städten Vancouver und Toronto gedreht.